# Trichastylopsis
Trichastylopsis är ett släkte av skalbaggar. Trichastylopsis ingår i familjen långhorningar.
Kladogram enligt Catalogue of Life:
| Trichastylopsis | \| \| Trichastylopsis albidus \| \| \| \| \| \| Trichastylopsis hoguei \| \| \| \| |
|                 | \| \| Trichastylopsis albidus \| \| \| \| \| \| Trichastylopsis hoguei \| \| \| \| |
|                 | Trichastylopsis albidus                                                            |
|                 |                                                                                    |
|                 | Trichastylopsis hoguei                                                             |
|                 |                                                                                    |